# Pomejski potok
Pomejski potok je gorski potok, ki izvira pod Kalškim grebenom v Kamniško-Savinjskih Alpah in se pri zaselku Podlebelca kot levi pritok izliva v reko Kokro.